# فيل تشيس
فيل تشيس (بالإنجليزية: Phil Chess)‏ هو منتج أسطوانات أمريكي، ولد في 27 مارس 1921 في Motal ‏ في روسيا البيضاء، وتوفي في 19 أكتوبر 2016 في توسان في الولايات المتحدة.

## وصلات خارجية
- فيل تشيس على موقع ميوزك برينز (الإنجليزية)
- فيل تشيس على موقع ديسكوغز (الإنجليزية)